# BS-TBSベストドラマ100
『BS-TBSベストドラマ100』（ビーエス ティービーエスベストドラマひゃく）は、TBS系BSデジタル放送局「BS-TBS」（旧 BS-i）で2010年5月1日から放送されている。過去のテレビドラマを放送する番組。2011年11月3日からTBSで毎週木曜 26:55-27:30に再放送が開始された。
2012年1月6日 - 同年1月8日にBS-TBSで「ベストドラマ100セレクション」を放送。
番組表ではベストドラマ100と表示されるが、正式タイトルは『BS-TBSベストドラマ100』である。

## 概要
開局から丹羽多聞アンドリウがプロデュースしたドラマ1100本の中から100作をセレクトし放送する予定。先行してナビ番組が2010年3月28日放送。
番組冒頭で中江有里によるドラマの紹介がある。
同放送局の製作で類似した番組として女優登竜門デビューがある。

## 放送リスト
| 放送回 | BS-TBS放送日                | TBS放送日      | 放送されたドラマ                           | 放送話 | サブタイトル                                                              | 主な出演者                                                |
| ------ | --------------------------- | -------------- | ------------------------------------------ | ------ | ------------------------------------------------------------------------- | --------------------------------------------------------- |
| 1      | 2010年5月1日                | -              | ケータイ刑事 銭形愛                        | 第1話  | 消えた死体の謎 〜トップモデル殺人事件〜                                   | 宮崎あおい                                                |
| 2      | 2010年5月8日                | -              | ニコニコ少女                               | 単発   | -                                                                         | 岡崎歩美                                                  |
| 3      | 2010年5月15日               | -              | ケータイ刑事 銭形舞                        | 第1話  | 舞姫登場! 〜トップアイドル殺人事件〜                                      | 堀北真希                                                  |
| 4      | 2010年5月22日               | 2011年11月3日  | 恋する日曜日 （ファーストシリーズ）        | 第1話  | ウエディングベル(前編)                                                    | 星野真里、大沢樹生                                        |
| 5      | 2010年5月29日               | 2011年11月10日 | 恋する日曜日 （ファーストシリーズ）        | 第2話  | ウエディングベル(後編)                                                    | 星野真里、大沢樹生                                        |
| 6      | 2010年6月5日                | 2011年11月17日 | 恋する日曜日 （ファーストシリーズ）        | 第7話  | 夢で逢えたら                                                              | 水橋貴己、宮崎将                                          |
| 7      | 2010年6月12日               | 2011年11月24日 | ケータイ刑事 銭形泪 （セカンドシリーズ）   | 第14話 | BS初のミュージカル!! 〜歌って踊って殺人事件〜(前編)                       | 黒川芽以                                                  |
| 8      | 2010年6月19日               | 2011年12月1日  | ケータイ刑事 銭形泪 （セカンドシリーズ）   | 第15話 | BS初のミュージカル!! 〜歌って踊って殺人事件〜(後編)                       | 黒川芽以                                                  |
| 9      | 2010年6月26日               | -              | 恋する日曜日 （ファーストシリーズ）        | 第16話 | 電車                                                                      | 堀北真希、石田えり、武田航平                              |
| 10     | 2010年7月3日                | -              | 父とわたしの秘密                           | 単発   | -                                                                         | 中江有里、高橋和也、田島令子                              |
| 11     | 2010年7月10日               | -              | 水っぽかったカルピス                       | 単発   | -                                                                         | 大杉漣、根岸季衣                                          |
| 12     | 2010年7月24日               | 2011年12月8日  | 恋する日曜日 （ファーストシリーズ）        | 第19話 | ダイアリー                                                                | 粟田麗、高野八誠 新谷真弓、佐藤二朗                       |
| 13     | 2010年7月31日               | 2011年12月15日 | 恋する日曜日 ニュータイプ                  | 第10話 | ひとりぼっちの魔女                                                        | 大政絢、小山田サユリ、葵                                  |
| 14     | 2010年8月7日                | 2011年12月22日 | ケータイ刑事 銭形泪 （セカンドシリーズ）   | 第26話 | 最終決戦!ケー刑事VSシベ超 〜水野晴郎を迎撃せよ!〜                         | 黒川芽以                                                  |
| 15     | 2010年8月14日               | 2012年1月5日   | ケータイ刑事 銭形零 （セカンドシリーズ）   | 第6話  | 演技が出来ずして演出が出来るか! 〜連続監督殺人事件〜                      | 夏帆                                                      |
| 16     | 2010年8月21日               | 2012年1月12日  | 恋する日曜日 （ファーストシリーズ）        | 第17話 | 終章A面                                                                   | 坂井真紀、高橋和也                                        |
| 17     | 2010年8月28日               | 2012年1月19日  | 恋する日曜日 （ファーストシリーズ）        | 第18話 | 終章B面                                                                   | 坂井真紀、高橋和也                                        |
| 18     | 2010年9月4日                | 2012年1月26日  | 恋する日曜日 （ファーストシリーズ）        | 第25話 | 猫                                                                        | 前田亜季、邑野未亜、藤沢大悟                              |
| 19     | 2010年9月11日               | 2012年2月2日   | ケータイ刑事 銭形零 （セカンドシリーズ）   | 第8話  | 基本的にアレな訳なんだけど 〜銭形零の悪夢〜                               | 夏帆                                                      |
| 20     | 2010年9月18日               | 2012年2月9日   | ケータイ刑事 銭形零 （セカンドシリーズ）   | 第9話  | ケータイ刑事百回記念特別企画 ウマと呼ばれた男! 〜織田信長殺人事件〜(前編) | 夏帆                                                      |
| 21     | 2010年9月25日               | 2012年2月16日  | ケータイ刑事 銭形零 （セカンドシリーズ）   | 第10話 | ケータイ刑事百回記念特別企画 ウマと呼ばれた男! 〜織田信長殺人事件〜(後編) | 夏帆                                                      |
| 22     | 2010年10月2日               | 2012年2月23日  | 恋する日曜日 （セカンドシリーズ）          | 第1話  | 終わらない歌(前編)                                                        | 田畑智子、岡元夕紀子 松尾敏伸                             |
| 23     | 2010年10月7日               | 2012年3月1日   | 恋する日曜日 （セカンドシリーズ）          | 第2話  | 終わらない歌(後編)                                                        | 田畑智子、岡元夕紀子 松尾敏伸                             |
| 24     | 2010年10月14日              | 2012年3月8日   | 恋する日曜日 （セカンドシリーズ）          | 第5話  | 魚                                                                        | 黒川芽以、古屋暢一                                        |
| 25     | 2010年10月23日              | -              | ケータイ刑事 銭形愛                        | 第13話 | カメラはみていた!ワンシーン・ノーカット 〜BS-i連続殺人事件〜              | 宮崎あおい                                                |
| 26     | 2010年10月30日              | 2012年3月15日  | 恋する日曜日 （セカンドシリーズ）          | 第6話  | 誰より好きなのに                                                          | 小山田サユリ、袴田吉彦                                    |
| 27     | 2010年10月30日              | -              | Pocky4Sisters ～出せない手紙～             | 単発   | -                                                                         | 大政絢、真野恵里菜、岡本杏理 金井美樹、三吉彩花、忽那汐里 |
| 28     | 2010年11月6日               | 2012年3月22日  | ケータイ刑事 銭形雷 （ファーストシリーズ） | 第12話 | 雷が凶器? 〜森田正光殺人事件〜                                            | 早織 (旧芸名：小出早織)                                   |
| 29     | 2010年11月13日              | 2012年3月29日  | ケータイ刑事 銭形海 （ファーストシリーズ） | 第1話  | マーメイド刑事登場! 〜素もぐりクイーン殺人事件〜                          | 大政絢                                                    |
| 30     | 2010年11月20日              | 2012年4月12日  | 恋する日曜日 （セカンドシリーズ）          | 第8話  | 僕の部屋から                                                              | 篠原ともえ、水橋研二                                      |
| 31     | 2010年11月27日              | 2012年4月19日  | 恋する日曜日 （セカンドシリーズ）          | 第9話  | バージン・ロード                                                          | 星野真里、豊原功補                                        |
| 32     | 2011年2月19日               | 2012年4月26日  | 恋する日曜日 （セカンドシリーズ）          | 第12話 | アニー                                                                    | 秋山奈々、塩澤英真                                        |
| 33     | 2011年2月26日               | -              | 東京少女 岡本杏理                          | 第2話  | 家出のススメ。                                                            | 岡本杏理                                                  |
| 34     | 2011年3月19日               | 2012年5月10日  | 恋する日曜日 文学の唄                      | 第1話  | 「蒲団 (前編)                                                             | 佐野史郎、黒木メイサ                                      |
| 35     | 2011年3月26日               | 2012年5月17日  | 恋する日曜日 文学の唄                      | 第2話  | 「蒲団 (後編)                                                             | 佐野史郎、黒木メイサ                                      |
| 36     | 2011年4月8日                | 2012年5月3日   | ケータイ刑事 銭形海 （セカンドシリーズ）   | 第10話 | BS初のサイレント! 〜パントマイム爆弾事件〜                                | 大政絢                                                    |
| 37     | 2011年4月15日               | 2012年5月24日  | 恋する日曜日 文学の唄                      | 第10話 | 新居                                                                      | 吹越満、小山田サユリ、奥貫薫 林泰文、佐藤康恵             |
| 38     | 2011年4月22日               | 2012年5月31日  | 恋する日曜日 文学の唄                      | 第13話 | 老妓抄                                                                    | 根岸季衣、石田卓也                                        |
| 39     | 2011年4月29日               | 2012年6月7日   | ケータイ刑事 銭形命                        | 第11話 | 交響曲第28番タ聞調作品194《ボム》 〜世界ペア音楽祭爆弾予告事件〜          | 岡本あずさ                                                |
| 40     | 2011年5月6日                | 2012年6月14日  | 恋する日曜日 （サードシリーズ）            | 第1話  | 綾子の恋(前編)                                                            | 黒川芽以、於保佐代子、細山田隆人                          |
| 41     | 2011年5月13日               | 2012年6月21日  | 恋する日曜日 （サードシリーズ）            | 第2話  | 綾子の恋(後編)                                                            | 黒川芽以、於保佐代子、細山田隆人                          |
| 42     | 2011年5月20日               | 2012年7月5日   | 恋する日曜日 （サードシリーズ）            | 第4話  | レンズ越しの恋                                                            | 桐谷美玲、濱田岳                                          |
| 43     | 2011年5月27日               | 2012年7月12日  | 恋する日曜日 （サードシリーズ）            | 第12話 | 卒業～春の嘘(前編)                                                        | 水沢エレナ、森本亮治、阪本奨悟                            |
| 44     | 2011年6月3日                | 2012年7月19日  | 恋する日曜日 （サードシリーズ）            | 第13話 | 卒業～春の嘘(後編)                                                        | 水沢エレナ、森本亮治、阪本奨悟                            |
| 45     | 2011年6月10日               | 2012年7月26日  | 恋する日曜日 （サードシリーズ）            | 第15話 | 明日の笑顔                                                                | 南沢奈央、岡田将生                                        |
| 46     | 2011年6月17日               | 2012年8月17日  | 恋する日曜日 （セカンドシリーズ）          | 第7話  | 僕の森                                                                    | 夏帆、矢島健一                                            |
| 47     | 2011年6月24日               | 2012年8月23日  | 女子大生会計士の事件簿                     | 第7話  | Kの悲劇!角川をかける少女                                                  | 早織                                                      |
| 48     | 2011年7月1日                | 2012年8月30日  | ケータイ刑事 銭形零 （ファーストシリーズ） | 第12話 | 耳で楽しむハイビジョンドラマ? 〜雪山湯煙混浴温泉あずさ28号殺人事件!〜     | 夏帆                                                      |
| 49     | 2011年7月1日                | 2012年9月20日  | ケータイ刑事 銭形海 （サードシリーズ）     | 第7話  | BS初!ついにやるのかフィギュア劇!? 〜銭形海、世界を駆ける!〜               | 大政絢                                                    |
| 50     | 2011年9月30日 2012年3月17日 | 2012年9月6日   | ケータイ刑事 銭形雷 （セカンドシリーズ）   | 第12話 | BS初! まさかオペラ!? 〜犯人はあなただ!殺人事件〜（前編）                  | 早織                                                      |
| 51     | 2012年1月21日               | 2013年3月7日   | 恋する日曜日 （サードシリーズ）            | 第26話 | 昭和アニメ大行進 〜君は恋を信じられるか〜                                 | 大政絢、パパイヤ鈴木                                      |
| 52     | 2012年1月21日               | 2013年3月14日  | 侍ショート                                 | 第5話  | ROOM SERVICE                                                              | 山咲千里、小林賢太郎                                      |
| 53     | 2012年1月21日               | 2013年3月14日  | 侍ショート                                 | 第2話  | PARKING                                                                   | モロ師岡                                                  |
| 54     | 2012年1月21日               | 2013年3月14日  | 美少年Hi                                   | 第5話  | ラベル                                                                    | 山﨑努、松田美由紀、豊原攻補 山崎直子                     |
| 55     | 2012年2月18日               | -              | 怪談新耳袋                                 | 第7話  | エレベーター                                                              | 内山理名、水橋研二                                        |
| 56     | 2012年2月18日               | -              | 怪談新耳袋                                 | 第27話 | さとり                                                                    | 内山理名                                                  |
| 57     | 2012年2月18日               | -              | 怪談新耳袋                                 | 第72話 | 待ち時間                                                                  | 内山理名、水橋研二                                        |
| 58     | 2012年2月18日               | -              | 怪談新耳袋                                 | 第10話 | 電車                                                                      | 有坂来瞳、石橋けい                                        |
| 59     | 2012年2月18日               | -              | 恋とオシャレと男のコ                       | 第1話  | ヒミツがいっぱい                                                          | 岡本あずさ、有末麻祐子、岡本杏理                          |
| 60     | 2012年3月17日               | 2012年9月13日  | ケータイ刑事 銭形雷 （セカンドシリーズ）   | 第13話 | BS初! まさかオペラ!〜 〜犯人はあなただ!殺人事件〜（後編）                 | 早織                                                      |
| 61     | 2012年4月21日               | 2013年1月16日  | 恋する日曜日 （サードシリーズ）            | 第8話  | はじめての恋（前編）                                                      | 松元環季、喜多嶋舞、吉川史樹 山田果林、今井悠貴           |
| 62     | 2012年4月21日               | 2013年1月23日  | 恋する日曜日 （サードシリーズ）            | 第9話  | はじめての恋（後編）                                                      | 松元環季、喜多嶋舞、吉川史樹 山田果林、今井悠貴           |
| 63     | 2012年6月23日               | 2012年11月1日  | 恋する日曜日 ニュータイプ                  | 第1話  | 超能力者集まれ!                                                           | 南沢奈央、林隆三、白木みのる                              |
| 64     | 2012年1月6日                | 2012年9月27日  | ケータイ刑事 銭形命                        | 第12話 | サマーパーティーは危険な香り! 〜赤坂BLITZ殺人事件                         | 岡本あずさ                                                |
| 65     | 2012年1月6日                | 2012年10月4日  | 恋する日曜日 （ファーストシリーズ）        | 第9話  | 空に近い週末                                                              | 小山田サユリ、奥野ミカ                                    |
| 66     | 2012年1月6日                | 2012年10月11日 | 恋する日曜日 （セカンドシリーズ）          | 第3話  | すばらしい日々（前編）                                                    | 板谷由夏、戸田昌宏、宮澤美保                              |
| 67     | 2012年1月6日                | 2012年10月18日 | 恋する日曜日 （セカンドシリーズ）          | 第4話  | すばらしい日々（後編）                                                    | 板谷由夏、戸田昌宏、宮澤美保                              |
| 68     | 2012年1月7日                | 2012年10月25日 | 恋する日曜日 （セカンドシリーズ）          | 第16話 | 夏の記憶                                                                  | 北乃きい、桐谷健太、佐藤康恵 半海一晃                     |
| 69     | -                           | 2012年11月8日  | 東京少女 岡本あずさ                        | 第4話  | 絆（前編）                                                                | 岡本あずさ、イム・ヒョンギョン 趙允美、渡辺杉枝           |
| 70     | -                           | 2012年11月15日 | 東京少女 岡本あずさ                        | 第5話  | 絆（後編）                                                                | 岡本あずさ、イム・ヒョンギョン 趙允美、渡辺杉枝           |
| 71     | -                           | 2012年11月22日 | 東京少女 福永マリカ                        | 第1話  | 井の中のマリカ                                                            | 福永マリカ、根岸季衣 矢部裕貴子                           |
| 72     | -                           | 2012年11月29日 | ケータイ刑事 銭型命                        | 第9話  | 恋愛泥棒マリン再び現る! 〜謎の怪盗予告事件                                | 岡本あずさ                                                |
| 73     | -                           | 2012年12月6日  | ケータイ刑事 銭形結                        | 第1話  | 八代目!ついに登場! 〜キング・オブ・クイーン殺人事件                       | 岡本杏理                                                  |
| 74     | 2012年1月8日                | 2013年1月31日  | 恋する日曜日 （サードシリーズ）            | 第10話 | 41歳の春                                                                  | 金剛地武志、宝積有香、大堀こういち 滝本ゆに、林和義       |
| 75     | 2012年1月8日                | 2013年2月7日   | 恋する日曜日 （サードシリーズ）            | 第17話 | 忘れ路の面影                                                              | 瓜生美咲、村瀬継太、澤口夏奈子 小市慢太郎、三上市朗       |
| 76     | 2012年1月8日                | 2013年2月14日  | 恋する日曜日 （サードシリーズ）            | 第19話 | アダルトな恋                                                              | 佐藤二朗、橘実里                                          |
| 77     | 2012年1月8日                | 2013年2月21日  | 恋する日曜日 （サードシリーズ）            | 第22話 | お引越し                                                                  | 山下リオ、中江大樹、小関裕太 谷川昭一朗、猫田直           |
| 78     | -                           | 2013年3月21日  | 68 FILMS                                   | 第6話  | 臭いものには糞の日                                                        | 早織、ふせえり、緋田康人                                  |
| 79     | -                           | 2013年3月21日  | 68 FILMS                                   | 第4話  | 東京危機一髪                                                              | 多部未華子、森下能幸                                      |
| 80     | -                           | 2013年3月28日  | 68 FILMS                                   | 第9話  | 原っぱ                                                                    | 堀北真希、小栗旬                                          |
| 81     | -                           | 2013年3月28日  | 68 FILMS                                   | 第8話  | それっきりだった                                                          | 黒川芽以、武田航平                                        |
| 82     | -                           | 2013年4月4日   | 美少年Hi                                   | 第8話  | ロスタイムライフ                                                          | 虎牙光揮、中村麻美                                        |
| 83     | -                           | 2013年4月4日   | 美少年Hi                                   | 第3話  | 宇宙の法則                                                                | 北条隆博、中原和宏、仲村綾乃 江口ヒロミ                   |
| 84     | -                           | 2013年4月4日   | 侍ショート                                 | 第5話  | キラー・ジョー                                                            | 有沢康博、小橋めぐみ、高野八誠                            |
| 85     | -                           | 2013年4月17日  | ショートフィルム道                         | 第1話  | 東京変身少女                                                              | 北乃きい、諏訪太朗、志保 滝本ゆに、植岡喜晴               |
| 86     | -                           | 2013年4月17日  | ショートフィルム道                         | 第2話  | 眺める少女                                                                | 夏帆、石田卓也、岡田将生 佐藤友紀                         |
| 87     | -                           | 2013年4月24日  | ショートフィルム道                         | 第6話  | TOKYOかしましガールズ                                                     | 大政絢、竹内千尋                                          |
| 88     | -                           | 2013年4月24日  | ショートフィルム道                         | 第4話  | ヤドカリ少女                                                              | 桐谷美玲、細田よしひこ、水落日加里                        |
| 89     | -                           | 2013年5月2日   | 東京少女 セピア偏                          | 第1話  | 麻婆少女                                                                  | 山下リオ、戸田昌宏                                        |
| 90     | -                           | 2013年5月9日   | 東京少女 セピア偏                          | 第5話  | 入れ替わり少女                                                            | 草刈麻有、小沢仁志                                        |
| 91     | -                           | 2013年5月16日  | 東京少女 山下リオ                          | 第4話  | タイマン少女                                                              | 山下リオ、三輪ひとみ ライオネス飛鳥                       |

- 日付は初回放送日
- - 印は未放送

### ベストドラマ100セレクション
| 放送日       | 放送されたドラマ                    | 放送話 | サブタイトル                                      | 主な出演者                                          |
| ------------ | ----------------------------------- | ------ | ------------------------------------------------- | --------------------------------------------------- |
| 2012年1月6日 | ケータイ刑事 銭形命                 | 第12話 | サマーパーティーは危険な香り! 〜赤坂BLITZ殺人事件 | 岡本あずさ                                          |
| 2012年1月6日 | 恋する日曜日 （ファーストシリーズ） | 第9話  | 空に近い週末                                      | 小山田サユリ、奥野ミカ                              |
| 2012年1月6日 | 恋する日曜日 （セカンドシリーズ）   | 第3話  | すばらしい日々（前編）                            | 板谷由夏、戸田昌宏、宮澤美保                        |
| 2012年1月6日 | 恋する日曜日 （セカンドシリーズ）   | 第4話  | すばらしい日々（後編）                            | 板谷由夏、戸田昌宏、宮澤美保                        |
| 2012年1月7日 | 恋する日曜日 （セカンドシリーズ）   | 第16話 | 夏の記憶                                          | 北乃きい、桐谷健太、佐藤康恵 半海一晃               |
| 2012年1月7日 | 恋する日曜日 ニュータイプ           | 第1話  | 超能力者集まれ!                                   | 南沢奈央、林隆三、白木みのる                        |
| 2012年1月7日 | 恋する日曜日 （サードシリーズ）     | 第8話  | はじめての恋（前編）                              | 松元環季、喜多嶋舞、吉川史樹 山田果林、今井悠貴     |
| 2012年1月7日 | 恋する日曜日 （サードシリーズ）     | 第9話  | はじめての恋（後編）                              | 松元環季、喜多嶋舞、吉川史樹 山田果林、今井悠貴     |
| 2012年1月8日 | 恋する日曜日 （サードシリーズ）     | 第10話 | 41歳の春                                          | 金剛地武志、宝積有香、大堀こういち 滝本ゆに、林和義 |
| 2012年1月8日 | 恋する日曜日 （サードシリーズ）     | 第17話 | 忘れ路の面影                                      | 瓜生美咲、村瀬継太、澤口夏奈子 小市慢太郎、三上市朗 |
| 2012年1月8日 | 恋する日曜日 （サードシリーズ）     | 第19話 | アダルトな恋                                      | 佐藤二朗、橘実里                                    |
| 2012年1月8日 | 恋する日曜日 （サードシリーズ）     | 第22話 | お引越し                                          | 山下リオ、中江大樹、小関裕太 谷川昭一朗、猫田直     |

## 放送時間の変遷
| 期間                                     | 放送日時                              | 備考 |
| ---------------------------------------- | ------------------------------------- | --- |
| 2010年5月1日 - 2011年3月26日             | 土曜 14:30 - 15:00                    | 2010年7月17日はプロ野球中継を放送したため休止 2010年12月4日から2011年2月12日は『ケータイ刑事 銭形結』を放送したため休止       |
| 2010年10月30日のみ                       | 土曜 14:30 - 15:00 土曜 23:00 - 24:00 | 1日に2話放送 |
| 2011年7月1日のみ                         | 金曜 23:00 - 24:00                    | 2話連続放送 |
| 2011年7月8日 - 9月30日                   | 金曜 23:30 - 24:00                    | 2011年3月5日は「落語物語ナビ」を放送したため休止 2011年3月12日は休止 2011年7月8日から9月30日は「non-no TV」を放送したため休止 |
| 2012年1月6日 - 1月8日                    | 27:00 - 29:00                         | ベストドラマ100セレクションを3日×4話で12話放送                                                                                |
| 2012年1月21日・2月18日・3月17日・4月21日 | 第3土曜 28:00 - 29:00                 | 2話連続放送。2012年6月16日から「女優登竜門デビュー」を放送。                                                                  |
| 2012年6月23日のみ                        | 土曜 24:00 - 24:30                    | アニメイズム第1部「エウレカセブンAO」放送休止に伴う措置。                                                                     |

## スタッフ
- 制作：BS-TBS、ドリマックス・テレビジョンなど
- プロデューサー: 丹羽多聞アンドリウ
- 番組ナビゲーター:中江有里